# Niewskij prospiekt
Niewskij prospiekt (ros. Не́вский проспе́кт) – dziewiąta stacja linii Moskiewsko-Piotrogrodzkiej, znajdującego się w Petersburgu systemu metra. Punkt przesiadkowy z linią Newsko-Wasileostrowską. Stacja położona jest przy najsłynniejszej ulicy miasta, Newskim Prospekcie.

## Charakterystyka
Stacja Niewskij prospiekt została uroczyście oddana do użytku 1 lipca 1963 roku i jest ona przykładem stacji metra wzniesionej w typie pylonowym. Autorami projektu architektonicznego obecnej postaci stacji są: S. G. Majofis (С. Г. Майофис), A. K. Andriejew (А. К. Андреев), A. S. Gieckin (А. С. Гецкин) i W. P. Szuwałowa (В. П. Шувалова). Stacja położona jest w historycznym centrum miasta, co stanowić miało utrudnienie dla jej projektantów, musiała ona być bowiem zlokalizowana w taki sposób by nie naruszyć struktur pobliskich zabytkowych budowli. W początkowych planach miała ona nosić nazwę Płoszczad´ Plechanowa (Площадь Плеханова), od nazwy jednego z pobliskich placów poświęconemu Gieorgijowi Plechanowowi. Rozpatrywano kilka miejsc lokalizacji wejścia do stacji, w tym pod zamkniętym polskim kościołem św. Katarzyny Aleksandryjskiej. Ostatecznie jednak z uwagi na wartość historyczną obiektu jak i na fakt, że pochowany był tam generał Jean Victor Marie Moreau do realizacji tego planu nie doszło. Przy budowie stacji dokonano modyfikacji w zabytkowym portyku, którego autorem był Luigi Rusca. W czasie prac przy wznoszeniu stacji natrafiano na podziemny kanał, który omal nie zniszczył budowanej konstrukcji. 

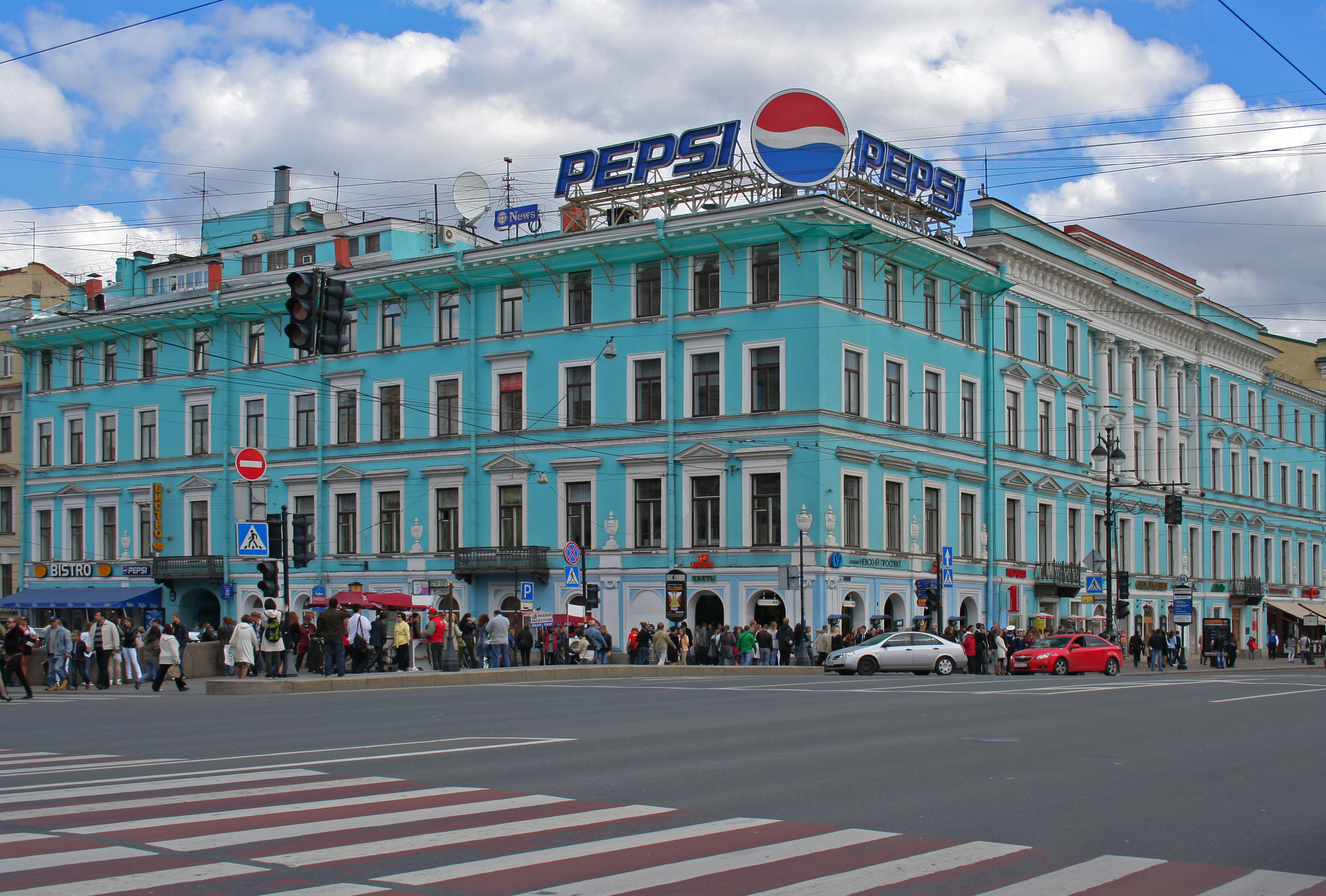
Budynek w którym ulokowano jedno z wejść do stacji.

Stacja zbudowana jest w typowym stylu sowieckiego metra charakterystycznym dla lat sześćdziesiątych XX wieku. W dekoracjach wykorzystano dużą liczbę łuków, są one głównie barwy białej, a pylony poprzecinane zostały połyskującymi elementami wykonanymi z aluminium. Sklepienie półokrągłe o jasnej barwie, nad łukami umieszczono lampy. Posadzki wyłożone zostały płytami wykonanymi z gabro i labradoru. Ściany przy torach pokryte czerwonymi płytkami u góry i granitowymi czarnymi płytami u dołu. Na jednej ze ścian zawieszony jest dekret Rady Najwyższej ZSRR nadający leningradzkiemu metru Order Lenina. W 2004 roku wysokociśnieniowe lampy rtęciowe zostały zastąpione przez lampy sodowe. W 2006 roku na stacji przeprowadzono remont, m.in. wymieniono pokrycia ścian przy torach. 
Niewskij prospiekt położony jest na głębokości 63 metrów. Stacja dysponuje dwoma wejściami. Pierwszym od strony Newskiego prospektu, przy ulicach Dumskiej i Michajłowskiej oraz drugim przy Kanale Gribojedowa. To drugie wejście przez mieszkańców Petersburga bywa określane jako oddzielna stacja Kanał Gribojedewa (Станция «Канал Грибоедова»). Poprzez przejście na stację Gostinyj Dwor możliwa jest przesiadka na linię Newsko-Wasileostrowską. Niewskij prospiekt jest jedną ze stacji w petersburskim systemie metra o najwyższym natężeniu ruchu, a ruch pociągów odbywa się tutaj od godziny 7:00 do 23:00 (Niewskij prospiekt-1) i od godziny 5:36 do 0:28 (Niewskij prospiekt-2) i w tym czasie stacja jest otwarta dla pasażerów.